# Most és Litvínov villamosvonal-hálózata
Most és Litvínov villamoshálózatának teljes hossza 18,6 km, amely 4 vonalból áll. A 49 darab jármű összesen 27 megállót szolgál ki. Érdekessége, hogy nagy része lakott területen kívül halad, Mostból indulva a 27-es főút mellett haladva érinti az olajfinomítót, majd a vasútállomásnál éri el Litvínovot.

## Története
Most város történetében nagy szerepet játszott a szénbányászat, melynek a villamosközlekedésre is hatása volt. Új gyárakat alapítottak, az emberek ingázását pedig villamossal kívánták megoldani. Az első ötletek már a 19. század végén megszülettek, 1899-ben kezdték el az építkezést, majd 1901. augusztus 7-én át is adták az első vonalat, melyet az osztrák Brüxer Strassenbahn- und Elektrizitäts-Gesellschaft üzemeltetett. A villamos egyvágányú volt, 1000 mm-es nyomtávval. 1917 végén Litvínovban bővítették egy rövid szakasszal, majd a vegyi gyárak felépítésekor apróbb módosításokat végeztek a nyomvonalon. A második világháború alatt a villamosvágányok nagy része is megsemmisült, ezért átmenetileg kettéosztva jártak a villamosok. 1948-ban trolibuszokkal pótolták a villamosokat, de a vágányokat hamar felújították, 1950 körül 5 villamosvonalon közlekedtek a Teplicéből vásárolt járművek. 1959-ben megszűnt a trolibusz, a villamos újra átvette a teljes forgalmat, ekkor szerezték be az első Tatra T1-es és T2-es járműveket. A következő évtizedekben a nyomvonal-korrekciókon kívül Tatra T3-as villamosok beszerzése is megtörtént. Az utolsó vágányszakaszt 1981-ben építették a kocsiszíntől Velebudice-i hurokig. Az 1980-as években Tatra KT8D5 és T5B6 villamosokat vásároltak, ezeknek a járműveknek egy részét 1997-ben Miskolcnak adták el. Az ezredfordulón alacsony padlós Škoda 03T, később pedig VarioLF plus villamosokat szereztek be. 2016-ban az EVO1-es villamos prototípusát megvásárolta a közlekedési társaság.

### Üzemeltető
| Év          | Üzemeltető                                                                                                   |
| ----------- | --- |
| 1901 – 1918 | Brüxer Straßenbahn - und Elektrizitäts-Gesellschaft                                                          |
| 1918 – 1936 | Mostecká pouliční dráha a elektr. spol. v Mostě; Brüxer Straßenbahn - und Elektrizitäts-Gesellschaft in Brüx |
| 1938 – 1945 | Brüxer Straßenbahn und Elektrizitäts-Gesellschaftin Brüx                                                     |
| 1945 – 1948 | Mostecké dopravní podniky v Mostě, akciová společnost Most                                                   |
| 1948 – 1950 | Severočeské elektrárny n. p., Most - dopravní podniky v Mostě                                                |
| 1950 – 1953 | Dopravní komunální podnik měst Mostu a Litvínova                                                             |
| 1954 – 1994 | Dopravní podnik měst Mostu a Litvínova                                                                       |
| 1995        | Dopravní podnik měst Mostu a Litvínova, a.s.                                                                 |

## Vonalak
| Járat | Útvonal                                  |
| ----- | ---------------------------------------- |
| 1     | Litvínov, Citadela–Most, Velebudická     |
| 2     | Most, nádraží–Most, Velebudická          |
| 3     | Litvínov, Citadela–Most, nádraží         |
| 4     | Litvínov, Citadela–Most, Dopravní podnik |

## Járműpark
| Kép             | Típus        | Altípusok                           | Darab (2017. 04. 01.) |
| --------------- | ------------ | ----------------------------------- | --------------------- |
| Tatra T3M.3     | Tatra T3     | Tatra T3, Tatra T3SUCS, Tatra T3M.3 | 43                    |
| Škoda 03T       | Škoda 03T    | Škoda 03T                           | 2                     |
|                 | VarioLF plus | VarioLF plus                        | 2                     |
|                 | EVO1         | EVO1                                | 1                     |
|                 | VarioLF      | VarioLFR.S                          | 1                     |
| Nosztalgiajármű |              |                                     |                       |
|                 | Tatra T5B6   | Tatra T5B6                          | 1                     |

## Fordítás
- Ez a szócikk részben vagy egészben  a   Tramvajová doprava v Mostě a v Litvínově című cseh Wikipédia-szócikk fordításán alapul.  Az eredeti cikk szerkesztőit annak laptörténete sorolja fel. Ez a jelzés csupán a megfogalmazás eredetét és a szerzői jogokat jelzi, nem szolgál a cikkben szereplő információk forrásmegjelöléseként.